# Buntfeh
Buntfeh ist in der Heraldik eine Abart des Eisenhütleins. 
Die Besonderheit zu den anderen heraldischen Pelzwerken ist Anzahl der benutzten Farben. Buntfeh wird mit drei, aber auch mit vier heraldischen Tinkturen dargestellt. Dazu gehören je nach Buntfehart bevorzugt wahlweise Silber, Rot, Blau, Schwarz und Gold. Das Vorkommen in den Wappen ist in England stark verbreitet. Mit welcher Farbe die Reihe begonnen wird, geht aus der Wappenbeschreibung hervor. Die Metalle Silber und Gold werden stets durch Farbe oder die Farben werden durch ein Metall getrennt. Eine pfahlweise Anordnung der Tinkturen, wie es bei der Pfahlfeh-Variante mit Blau und Silber erfolgt, wird vermieden.

Buntfeh von drei Farben
Buntfeh von vier Farben
Buntfeh von vier Farben